# Wałentyn Łoś
Wałentyn Łoś (ukr. Валентин Лось; ur. 23 lutego 1976 roku) – ukraiński kulturysta. Mistrz Ukrainy oraz wicemistrz świata w kulturystyce amatorskiej.

## Życiorys
Członek Światowego Stowarzyszenia Kulturystów Amatorów (WABBA). W maju 2012 roku startował w Otwartych Mistrzostwach Ukrainy w Kulturystyce. W kategorii zawodników o wzroście nieprzekraczającym 180 cm uplasował się na szczycie podium, zdobywając zwycięstwo. W czerwcu 2012 wziął udział w Mistrzostwach Świata w Kulturystyce WABBA, które rozegrano w Padwie we Włoszech. Wywalczył srebro jako zawodnik poniżej 180 cm. Odnosił sukcesy w trakcie innych zawodów kulturystycznych.
Mieszka w Kijowie. Ma brata-bliźniaka Ihora, także kulturystę. Żonaty z Anną Socznewą od 2011 roku, ma dwoje dzieci. Jest przyjacielem innego ukraińskiego kulturysty, Serhija Słupowa.

## Wymiary
- wzrost: 179 cm
- waga: 100 kg+

## Osiągnięcia (wybór)
- 2004: Mistrzostwa Kijowa w Kulturystyce, kategoria 90 kg − III m-ce[3]
- 2012: Otwarte Mistrzostwa Ukrainy w Kulturystyce, kategoria do 180 cm − I m-ce[1]
- 2012: Mistrzostwa Świata w Kulturystyce, federacja WABBA, kategoria do 180 cm − II m-ce[2]